# 克鲁斯港
克鲁斯港（西班牙語：Puerto de la Cruz）是西班牙加那利群岛圣克鲁斯-德特内里费省的一个市镇。它位于拉奥罗塔瓦往西4公里，圣克鲁斯-德特内里费往西37公里，距特内里费北部机场25公里。
总面积8.73平方公里，为特内里费岛的面积是最小的市镇。总人口30483人（2018年）。平均海拔9米，最低点是大西洋沿海区域。最高的是拉斯阿雷纳斯，为一个火山锥，海拔249米。耕地分布在山谷地区和大西洋沿岸区域。

## 图集

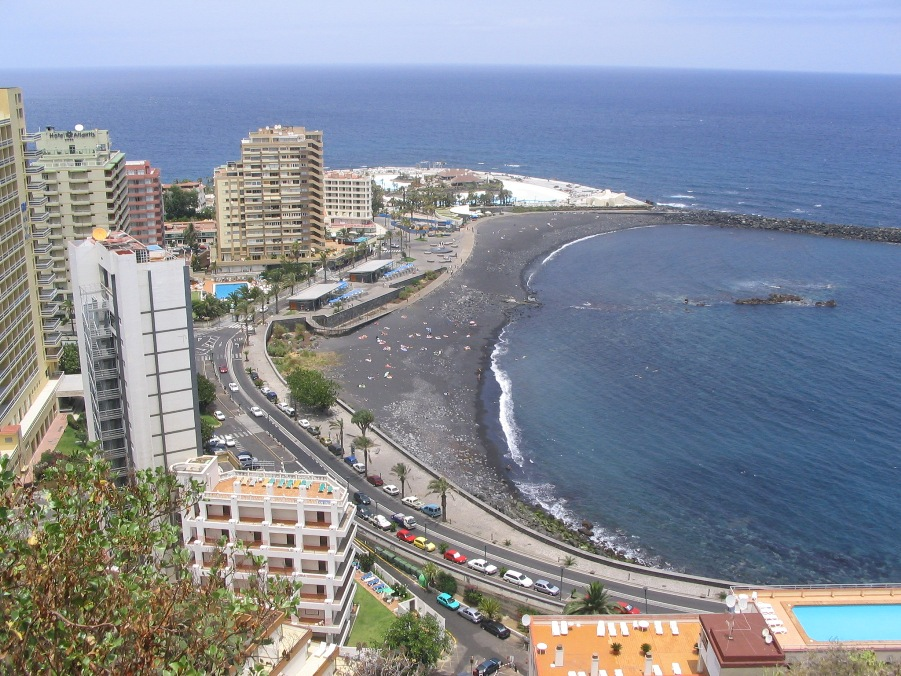
海滩
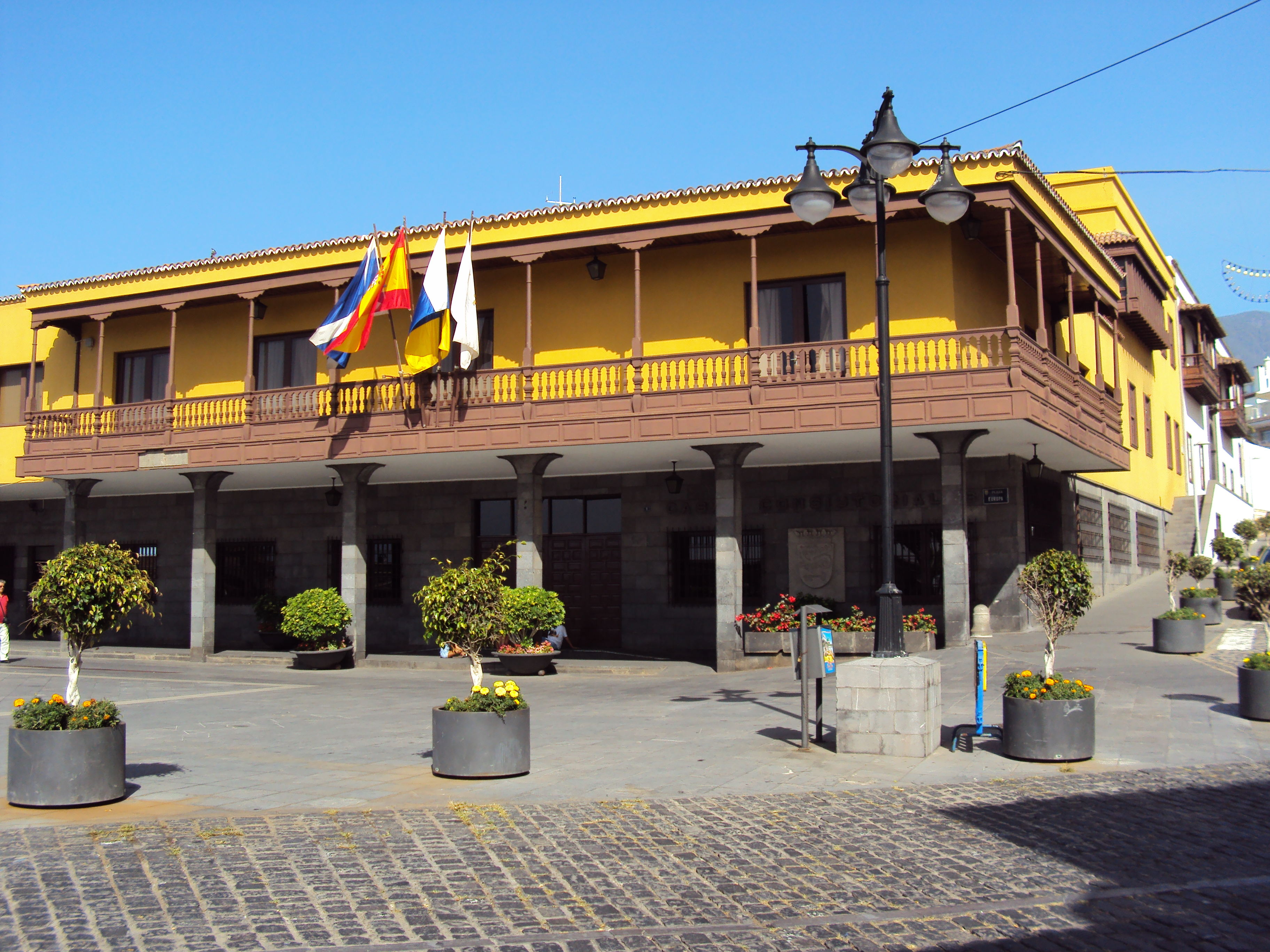
市政厅
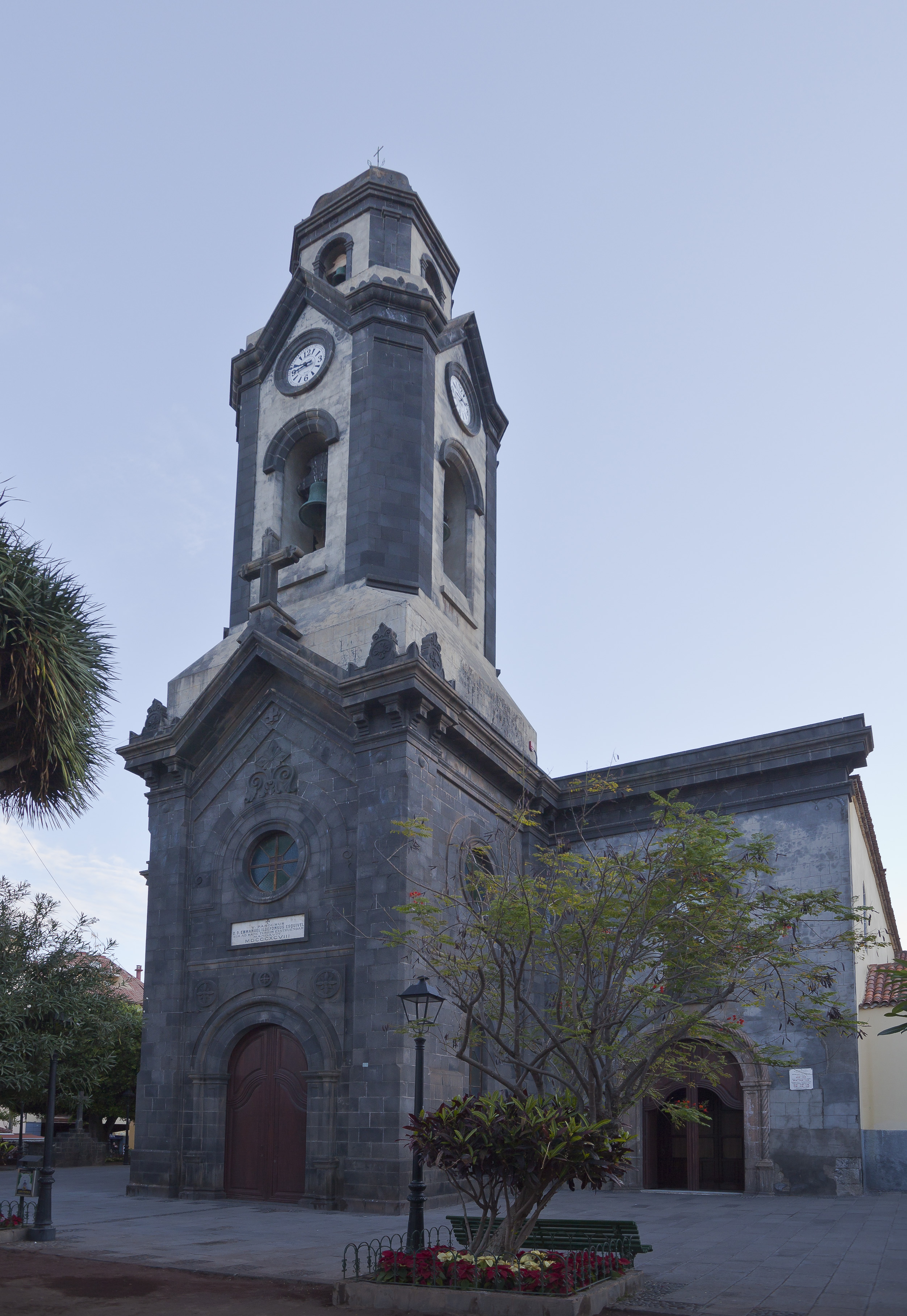
教堂
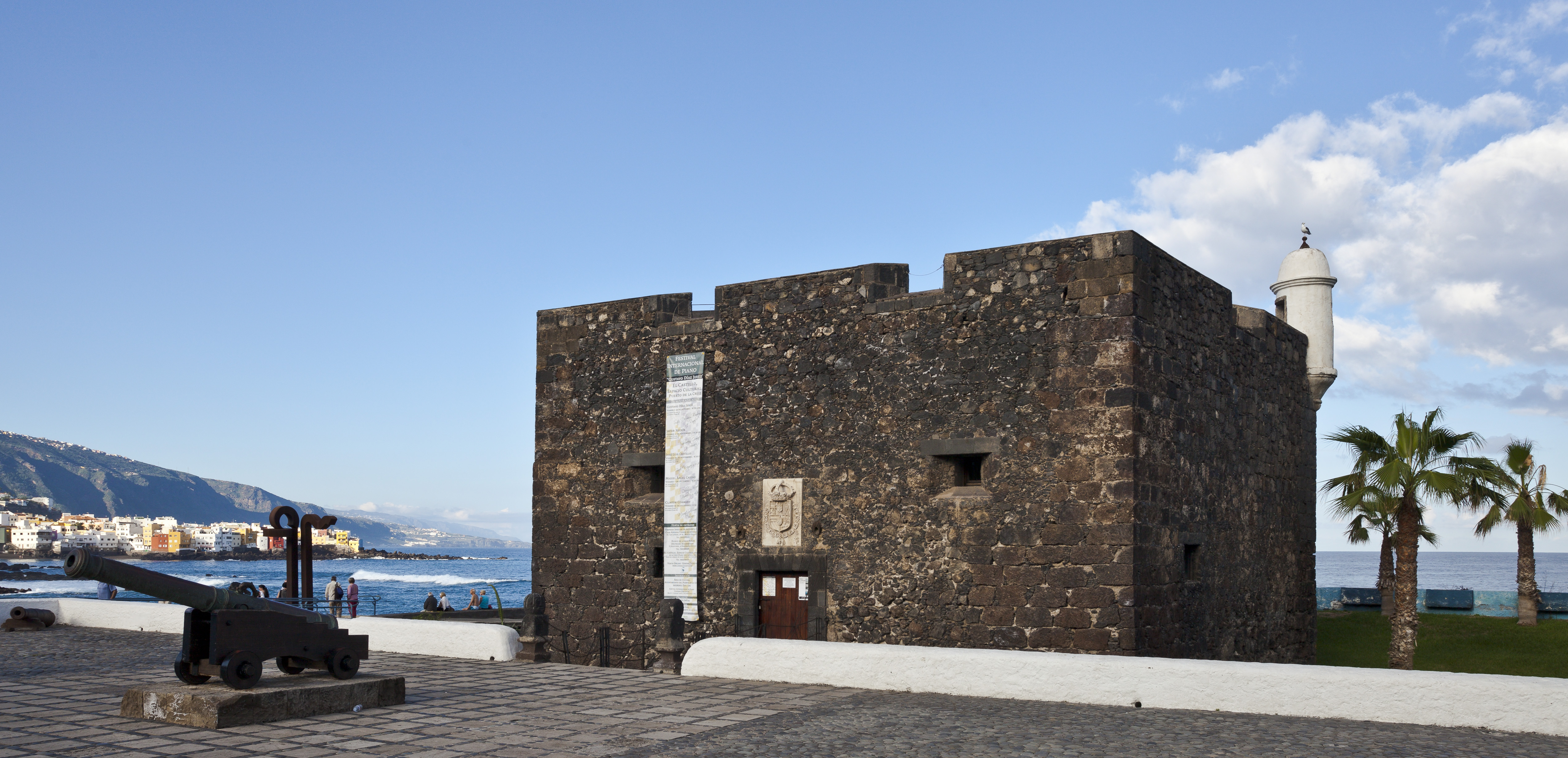
圣费利佩城堡（Castillo San Felipe）